# Fosfomicina
La fosfomicina és un antibiòtic que s'utilitza principalment per tractar les infeccions del tracte urinari inferior. No és indicat per a infeccions renals. Ocasionalment s'utilitza per a infeccions de pròstata. Generalment es pren per via oral. Està comercialitzat a Espanya com a EFG i Monurol.
Els efectes secundaris comuns inclouen diarrea, nàusees, mal de cap i infeccions vaginals per llevats. Els efectes secundaris greus poden incloure anafilaxi i diarrea associada a Clostridioides difficile. Tot i que no s'ha trobat que l'ús durant l'embaràs sigui perjudicial, aquest ús no es recomana. Una dosi única quan la lactància sembla segura. La fosfomicina actua interferint amb la producció de la paret bacteriana.
La fosfomicina es va descobrir el 1969 i es va aprovar per a ús mèdic als Estats Units el 1996. Està a la  Llista de medicaments essencials de l'Organització Mundial de la Salut. L'Organització Mundial de la Salut classifica la fosfomicina com d'important per a la medicina humana. Està disponible com a medicament genèric. Originalment era produït per certs tipus de Streptomyces, encara que ara es fa químicament.